# Das Duo: Der tote Mann und das Meer
Der tote Mann und das Meer ist der 23. und vorletzte Film der deutschen Krimireihe Das Duo. Er wurde in Lübeck unter Regie von Peter Keglevic gedreht und hatte am 14. März 2012 um 20:15 Uhr auf ZDFneo Premiere. Die Erstausstrahlung im ZDF-Hauptprogramm am 17. März 2012 erreichte 5,38 Millionen deutsche Zuschauer und damit einen Marktanteil von 17,0 Prozent.

## Handlung
Die beiden Kommissarinnen Marion Ahrens und Clara Hertz ermitteln in ihrem vorletzten Fall die Todesumstände von Uwe Oberbaum, einem Feriengast der Familie Feddersen in dem Ostseebad Seedorf, der dort am Strand tot aufgefunden wurde. Nach den ersten Untersuchungen steht fest, dass der Mann erschlagen wurde. Oberbaum hatte sich nach Seedorf zurückgezogen, um hier in Ruhe seine Doktorarbeit schreiben zu können.
Ahrens und Hertz ermitteln innerhalb der Freizeitanlage und im privaten Umfeld des Toten. Dabei kommen sie einem Medikamentenschmuggel auf die Spur. Alle drei Tage kommt eine Fähre, von wo aus Pakete mit gefälschten Medikamenten ins Meer geworfen werden, die Arne Feddersen dann zollfrei an Land holt. Erschlagen wurde das Opfer aber von Manfred Hansen, der an dem Schmuggel mitarbeitete und dem Uwe Oberbaum auf die Schliche gekommen war.

## Kritik
Rainer Tittelbach von tittelbach.tv wertete: „Eine Strandleiche in der Lübecker Bucht – und viele, die sich verdächtig machen. Der Rhythmus der Ermittlungen passt sich der Landschaft und dem norddeutschen Menschenschlag an. Amerikanische Optik, eindrucksvolle Bilder und eine Top-Besetzung: Kampwirth, Koeberlin, Wiesnekker, Franke, Tonke. Doch das Versprechen, das Regie, Kamera und Schauspieler geben, hält die Geschichte nicht. Eine grundsätzlichere Kritik!“
Auch Quotenmeter.de konnte nicht viel Lobendes finden und schrieb: „Bei manchen Filmen kann man den Eindruck gewinnen, dass es Produzenten gibt, die ernsthaft der Meinung sind, dass ein mageres Drehbuch durch eine imposante Ästhetik in irgendeiner Weise kompensiert werden und am Schluss dadurch noch ein akzeptables Produkt entstehen könnte. Die neue Ausgabe von ‚Das Duo‘ […] beweist jedoch, dass dem ganz und gar nicht so ist. Dramaturgisch stapft man hier sehenden Auges von einem Mangel in den nächsten. Der lahmarschige Spannungsaufbau, mit dem man die ganze Laufzeit über kämpft, ist da nur ein Problem von vielen.“ „Da wirkt die zugegebenermaßen in Teilen beeindruckende Ästhetik eigentlich fehl am Platz.“
Die Kritiker der Fernsehzeitschrift TV Spielfilm vergaben eine mittlere Wertung (Daumen zur Seite) und befanden: „Top bebildert, aber überkonstruiert.“ Als Gesamtfazit zogen sie „Einfach zu viel Treibholz für einen Fall“.